# Edward Wennerholm
Oskar Edward Wennerholm, född 22 januari 1890 i Stockholm, död 13 mars 1943 i Oscars församling i Stockholm, var en svensk gymnast och militär.
Wennerholm blev olympisk guldmedaljör 1912. Han blev underlöjtnant i Svea livgardes reserv 1913 och kapten 1927. Wennerholm är begravd på Resmo kyrkogård på Öland.